# Rosa oxyodon
Rosa oxyodon är en rosväxtart som beskrevs av Pierre Edmond Boissier. Rosa oxyodon ingår i släktet rosor, och familjen rosväxter. Inga underarter finns listade i Catalogue of Life.